# Buxus
Buxus (L., 1753) è un genere di piante appartenente alla famiglia delle Buxacee, presente in America centro-meridionale, Africa, Europa e Asia meridionale.

## Descrizione
È un arbusto cespuglioso sempreverde, ramoso compatto con fusto, rami e legno giallastri, pianta moderatamente velenosa, foglie generalmente opposte picciolate o sessili, ellissoidali, coriacee di colore verde più o meno scuro e lucente, fiori monoici piccoli sessili, i frutti sono capsule coriacee con pochi semi oblunghi.

## Distribuzione e habitat
Si trova spontaneo in luoghi rocciosi, aridi anche calcarei, in Europa, Asia e Africa.

## Tassonomia
Il genere Buxus è stato descritto per la prima volta nel 1753 da Linneo nel suo Species Plantarum come composto da tre sole specie. Ad oggi, all'interno del genere Buxus ne sono invece incluse un centinaio.

### Alcune specie
Le specie maggiormente coltivate in Italia come piante ornamentali sono:
- Buxus sempervirens e le sue numerose varietà, pianta arbustiva alta oltre 3 metri, utilizzata per siepi, bordure, labirinti, alberelli e in vaso per decorare gli appartamenti
- Buxus balearica frequente nei parchi e giardini, con foglie più grandi della precedente lunghe fino a 4 cm, bislunghe di colore verde chiaro e fiori profumati, specie spontanea in Sardegna.

## Coltivazione
Richiedono terreno asciutto e sassoso, senza ristagni d'acqua, si moltiplica facilmente con la semina, o nelle varietà per via agamica con la divisione dei cespi o le talee, la regolare potatura deve essere prevista per dare la forma voluta alla pianta, soprattutto nei giardini all'italiana.

## Usi
Come pianta ornamentale nei giardini per fitte siepi o nelle varietà nane per basse bordure, in vaso come alberelli dalla forma obbligata per decorare appartamenti e terrazzi; quasi indispensabile nei giardini all'italiana con varie fogge ottenute con l'arte topiaria.
Il legno di bosso, di colore giallastro e molto duro, è pregiato e di facile lavorabilità; viene utilizzato per lavori di ebanisteria, pezzi degli scacchi, bocce da gioco, intaglio, strumenti musicali e nel modellismo navale.
In forma di stecchi, il legno di bosso è ampiamente utilizzato in orologeria per la pulizia dei movimenti d'orologio.
Con il legno di bosso si confezionavano, nel medioevo, piccole scatole che contenevano la bussola.
Al Museo di Archeologia Subacquea di Porto Santo Stefano sono visibili strumenti a fiato in legno di bosso attribuiti agli Etruschi.
Col legno di bosso si costruivano anche i contenitori per la polvere da sparo in giusta dose per un colpo d'avancarica: i contenitori erano solitamente appesi a bandoliera, e sigillati con cera. Da qui, il nome del bossolo che tuttora si usa nella cartuccia.
Con il legno di bosso si realizzavano anche i manichini snodati, usati dai pittori per rappresentare la figura umana.
Il bosso è utilizzato anche come pianta medicinale: vengono utilizzate le foglie e la corteccia che, per la presenza di alcaloidi e altre sostanze, hanno proprietà lassative, sudorifere, antireumatiche e febbrifughe.

## Parassiti
Dal 2006 in Europa e dal 2010 anche in Italia è comparso un lepidottero importato accidentalmente dall'Asia, la piralide del bosso, che ha provocato ingenti danni, in particolare al genere Buxus.